# Frank Carnevale
Frank Carnevale (* 2. Juli 1959) ist ein kanadischer Eishockeytrainer und ehemaliger Spieler, der zuletzt in der Saison 2013/14 beim EC Bad Nauheim unter Vertrag stand. Sein Sohn Taylor Carnevale ist ebenfalls Eishockeyspieler.

## Spielerkarriere
Carnevale spielte zwischen 1979 und 1983 für die Eishockeymannschaft der Brown University in der NCAA. Anschließend wechselte er ins Land seiner Vorfahren, wo er eine Saison (1983/84) für den SG Cortina und zwei Spielzeiten (1984–1986) für den HC Meran in der ersten Liga spielte und zum Abschluss seines Aufenthaltes in Italien (1985/86) mit dem HC Meran die Meisterschaft gewann.

## Trainerkarriere
Seine erste Station als Cheftrainer hatte Carnevale in der Saison 1988/89 beim seinerzeitigen Drittligisten ERC Ingolstadt. In der Saison 1991/92 trainierte er den in der österreichischen Nationalliga spielenden EK Zell am See. In der Spielzeit 1993/94 war er als Cheftrainer beim italienischen Verein EV Bruneck tätig.
Seine nach eigenem Bekunden schönste Trainerstation war zwischen Dezember 1997 und Februar 1999 beim EC Bad Nauheim, mit dem er in der Saison 1997/98 Vizemeister der zweiten Liga wurde. Legendär in diesem Turnier war sein Boxkampf mit Greg Poss, dem Trainer seines Kontrahenten Iserlohner EC, in der Drittelpause des zweiten Halbfinalspiels.
Obwohl sein Engagement in Bad Nauheim bereits im Februar 1999 endete, blieb es ihm unvergesslich: „Ich coache seit nunmehr 25 Jahren. Aber diese 13 Monate damals – das war einzigartig, etwas Besonderes.“ Zuletzt arbeitete Carnevale als erfolgreicher Nachwuchstrainer: „Viele Spieler, die ich in den letzten Jahren gecoacht hatte, spielen heute in der NHL.“ Vor der Saison 2012/13 kehrte er nach Bad Nauheim zurück: „Ich habe einfach das Gefühl, dass ich meine Arbeit hier noch zum Abschluss bringen muss.“  Im Jahr 2013 erreichte er mit dem Verein die Meisterschaft in der Eishockey-Oberliga, wurde aber bereits im Laufe der folgenden Saison (Ende Dezember 2013) gefeuert. Die Gründe lagen jedoch weniger im sportlichen als im zwischenmenschlichen Bereich. Angeblich stimmte die Beziehung zur Geschäftsführung ebenso wenig wie zu einem Teil der Mannschaft.

### Trainerstationen
- 1988–1989 ERC Ingolstadt
- 1991–1992 EK Zell am See
- 1993–1994 EV Bruneck
- 1997–1999 EC Bad Nauheim
- 2001–2002 Owen Sound Attack
- 2003–2005 Oakville Blades
- 2006–2007 Vaughan Vipers
- 2012–2013 EC Bad Nauheim

## Trivia
Frank Carnevale betreibt während der Sommerpause eine eigene Nachwuchsliga in der Gegend von Toronto, diese trägt den Namen Carnevale Hockey Group.

## Erfolge

### Als Spieler
- Italienischer Meister: 1985/86

### Als Trainer
- Vizemeister in der zweiten deutschen Liga: 1997/98
- Oberliga-Meister mit dem EC Bad Nauheim: 2012/13